# Cabra-selvagem
A cabra-selvagem (Capra aegagrus) é uma espécie de mamífero ruminante caprino, com uma distribuição geográfica que vai desde a Turquia até ao Paquistão. O grupo inclui diversas subespécies, entre as quais o bode doméstico.

## Estrutura social
Na natureza, elas vivem em rebanhos de 500 cabras, os machos são solitários. Durante a época do acasalamento, os machos velhos afastam os machos mais novos dos rebanhos maternais. O período de gestação fica em torno de 170 dias. Elas dão geralmente luz a um cabrito. Os cabritos podem seguir a mãe quase imediatamente depois do nascimento, eles desmamam após 6 meses. As fêmeas alcançam a maturidade sexual de 1,5 a 2,5 anos, machos de 3,5 a 4 anos. A expectativa de vida de uma cabra pode ser de 12 a 22 anos.

## Subespécies
- Capra aegagrus aegagrus
- Capra aegagrus blythi
- Capra aegagrus chialtanensis
- Capra aegagrus cretica, Kri-kri
- Capra aegagrus hircus, bodes domésticos
- Capra aegagrus turcmenica

## Distribuição
- Afeganistão
- Armênia
- Azerbaijão
- Chipre
- Geórgia
- Grécia
- Índia
- Irã
- Iraque
- Itália
- Líbano
- Omã
- Paquistão
- Rússia
- Eslováquia
- Síria
- Turquia
- Turcomenistão